# 锈毛崖豆藤
锈毛崖豆藤（学名：Millettia sericosema）是豆科崖豆藤属的植物，是中国的特有植物。分布在中国大陆的广西、湖北、湖南、贵州、四川等地，生长于海拔500米至1,200米的地区，常生长在山地旷野或溪谷杂木林中，目前尚未由人工引种栽培。